# Бартон, Клара

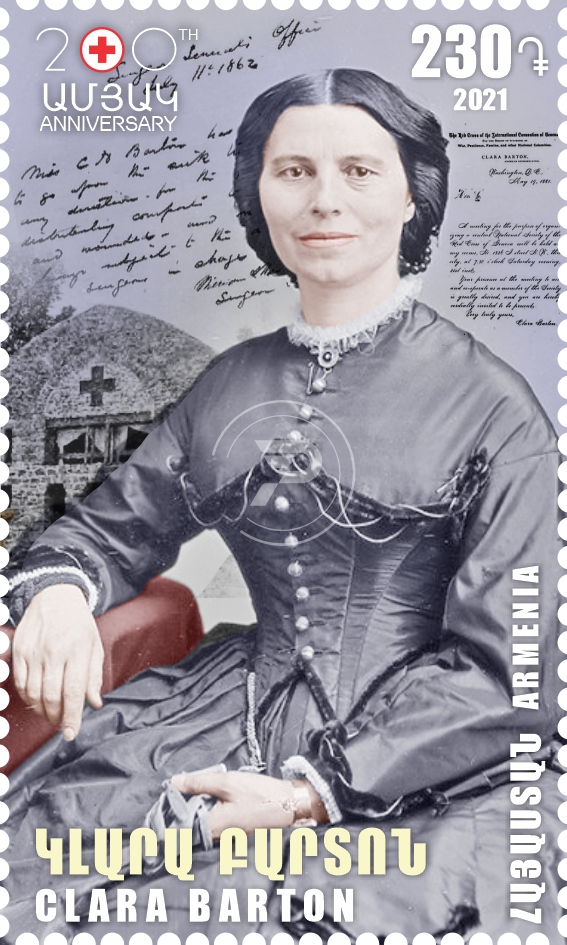
200 лет со дня рождения Клары Бартон, Почта Армении, 2021

Кла́ра (Клари́сса) Ха́рлоу Ба́ртон (англ. Clara Harlow Barton; 25 декабря 1821, Оксфорд, Массачусетс, США — 12 апреля 1912, Глен-Эко, Мэриленд, США) — основательница Американского Красного Креста.

## Биография
В молодости переехала в Вашингтон, где работала в патентном бюро. С 1839 г., получив сертификат учителя, занималась преподаванием, что помогало ей частично справляться с крайней стеснительностью и необщительностью.
Во время войны активно участвовала в кампании по сбору средств для пострадавших от войны и раненых. Её романтические отношения с офицером закончились неудачей, и замуж она так и не вышла.
После окончания Гражданской войны посвятила себя идентификации безымянных могил. В этом ей немало помог Доренс Этуотер, бывший пленник лагеря Андерсонвиль, составивший и сохранивший список нескольких тысяч военных Армии Союза, умерших в лагере.
21 мая 1881 года в Вашингтоне Клара Бартон учредила Американскую ассоциацию Красного Креста (в 1893 переименована в Американский Красный Крест) и была президентом этой организации до 1904 года (её сменила на этом посту волонтер Американского Красного Креста Мейбл Т. Бордман).
Уникальным вкладом Клары Бартон в мировое движение Красного креста является привлечение волонтеров для помощи жертвам стихийных бедствий, помощи жертвам лесных пожаров в штате Мичиган в 1881 году, наводнений в 1882, 1884, 1889 годах.
Клара Бартон вошла в историю как ангел на поле битвы. Также Бартон — инициатор так называемой «американской поправки» к уставу Красного креста, согласно которой эта организация оказывает помощь не только во время войны, но и в случае голода, эпидемий и стихийных бедствий. Бартон не ограничивала свою деятельность Соединенными Штатами. В частности, под руководством К. Бартон волонтёры Американского Красного Креста помогали жертвам голода в России в 1892 году.
В её честь назван кратер на Венере.